# Bactrocera notatagena
Bactrocera notatagena är en tvåvingeart som först beskrevs av May 1953.  Bactrocera notatagena ingår i släktet Bactrocera och familjen borrflugor. Inga underarter finns listade.